# Сибирски канат
Сибирски канат (енгл. Khanate of Sibir; такође Турански канат; ст. ) био је татарска држава настала у 15. веку на територији западног Сибира, распадом Златне хорде. Године 1598, канат је припојен Руском царству.
Током своје историје, чланови династија Шајбанида и Тајбугида често су се међусобно оспорили за власт над Канатом; оба ова конкурентска племена била су директни потомци Џингис Кана преко његовог најстаријег сина Хочија и Хочијевог петог сина Шајбана (Шибана) (умро 1266). Подручје каната је некада чинило саставни део Монголског царства, а касније је дошло под контролу Беле хорде и Златне хорде 1242—1502.
Сибирски канат је имао етнички разнолику популацију туркијских Сибирских Татара, Башкира и говорника различитих уралских језика — укључујући Ханте, Мансе и Селкупе. Сибирски канат је био најсевернија муслиманска држава у забележеној историји. Њен пораз од Јермака Тимофејевича 1582. означио је почетак руског освајања Сибира.

## Историја Сибира
Јужни део Сибира (око река Ангаре, Лене и Уде) насељен је још у палеолиту. Први познати староседеоци Сибира била су племена Киргиза, Јакута и Бурјата. Од 3. века п. н. е. племена јужног Сибира развијају номадско сточарство и постепено прелазе из матријархата у патријархат, док се тај процес на северу, у области тундре и тајге, развијао знатно касније. Од 2. века п. н. е. до 1. века н.е. јужним Сибиром владају Хуни. У 1. веку формирају се савези источноазијских монголских племена која се под притиском Хуна померају ка западном Сибиру и Казахстану, потискујући европеиде или их асимилујући. Прве државне формације јављају се на подручју Алтаја у 6—8. веку као Туркијски канат (Плави Туркијци), а од Алтаја до Манџурије Ујгурски канат, који у 9. веку освајају Киргизи.
У 11. веку Кумани су почели да насељавају регион што је довело до туркификације становништва. У 13. веку, Монголи су освојили регион и он је укључен у територију Златне хорде. Неки од Татара који су стигли са Бату-каном током освајања населили су се у овој области.
Сибирски канат је основан у петнаестом веку, у време када су Монголи из куће Хочи углавном назадовали. Првобитна престоница канова била је Чимги-Тура. Први кан био је Тајбуга, који је био члан Борџигина. Наследио га је син Хоја или Хока, кога је затим наследио његов син Мар.
Контрола Тајбугида над регионом између Тобола и средњег Иртиша није била неоспорна. Шејбаниди, потомци Хочија, често су тврдили да је област њихова. Ибак Кан, члан млађег огранка куће Шајбанида, убио је Мара и заузео Чимги-Тур. Тајбугидска обнова се догодила када је Маров унук Мухамед побегао на источне територије око Иртиша и убио Ибака у бици у око 1493. Мухамед је одлучио да не остане у Чимги-Тури, већ је изабрао нову престоницу по имену Искар (или Сибир) која се налазила на Иртишу. Руско освајање Казања 1552. године подстакло је Тајбугидског кана од Сибира, Јадигара, да тражи пријатељске односе са Москвом. Јадигара је, међутим, изазвао Шајбанид, Ибаков унук Кучум. Неколико година борби (1556—1563) завршило се Јадигаровом смрћу, а Кучум је постао кан.

### Освајање Сибира
Кучум је покушао да преведе сибирске Татаре, који су углавном били шаманисти, у ислам. Његова одлука да изврши препад на трговачка места Строганова резултирала је експедицијом коју је предводио козак Јермак против Сибирског каната. Кучумове снаге су поражене од Јермака у бици код Чувашког рта 1582, и козаци су ушли у Искар касније те године. Кучум је реорганизовао своје снаге, убио Јермака у бици 1584. и поново утврдио своју власт над Сибиром.
Међутим, током наредних четрнаест година Руси су полако освајали канат. Године 1598, Кучум је поражен на обалама Оба и био је приморан да побегне на територије Ногаја, чиме је окончана његова владавина.

## Тајбугиди и Шајбаниди
Сибирски канат и град Тјумењ основао је Тајбуга вероватно негде између 1405. и 1428. Он је вероватно био керејтског порекла. Међутим, неки научници такође покушавају да повежу Тајбугиде са елитом Кипчака и другима. Контрола се смењивала између потомака Тајбуга и Шајбанида који су потекли од Џингис-кана. Постоје наговештаји да су Шајбаниди били више повезани са степским номадима и да су Тајбугиди били у већој мери повезани са шумским народима на северу и истоку.

## Сибирски канат
У 13. веку већи део јужног Сибира покорили су Монголи и укључили у Златну хорду. После њеног распада на територији западног Сибира (између реке Тобол, Туре, Иртиша и Оба) формира се крајем 15. века од сибирских Татара, племена Вогулича (Манса) и Остјака (Ханта) Сибирски Канат. Канат је први пут дошао под удар Русије 1581, походом Јермака Тимофејевича против сибирских племена. Тада су почела да ничу и прва руска насеља у Сибиру, најпре као утврђења, а затим као села. Продором руске војске 1598. у западни Сибир, канат је коначно припојен Русији, што је била прва етапа у руском освајању Сибира.

## Аристократија
Сибирским канатом су управљали мурзи (што је племићка титула) који су потицали из разних аутохтоних сибирских племена. Ови су организовали лабаво повезане управне области, које су све биле под номиналном влашћу Тјуменског и Сибирског кана. Мурзи је такође предводили ратнике Сибирског каната у битку и дуговали су номиналну оданост Тјуменском и Сибирском кану.

## Култура
Ислам је био призната религија Сибирског каната; то је била религија владајућег Тјуменског и Сибирског кана. Велике џамије, палате и утврђене зидине изградила је владајућа класа у Тјумену и у Сибиру.
Ислам су исповедали не само кан већ и мурзи, који су се често школовали у познатим исламским центрима у централној Азији попут Бухаре и Самарканда. Међутим, велики део маса практиковао је шаманизам и друга традиционална веровања. Неке групе су практиковале облик ислама који је укључивао елементе шаманизма.
Познато је да су водећи имами и муфтије Сибирског каната имали утицаја у Казању и Самарканду. Сибирски канат био је најсевернија муслиманска држава. Њене територије су чак обухватале делове обале Северног леденог океана.
Сибирски канат је имао широке трговачке везе са Централном Азијом и Казанским канатом.